# The Elder Scrolls II: Daggerfall
The Elder Scrolls II: Daggerfall es la segunda entrega de la serie de videojuegos de rol The Elder Scrolls. Fue desarrollado por Bethesda Softworks y publicado en el año 1996 en Europa y Estados Unidos para el sistema operativo MS-DOS. Desde el 9 de julio de 2009 puede descargarse de forma gratuita desde el sitio web de Bethesda en conmemoración al 15 aniversario de The Elder Scrolls.

## Argumento
En esta segunda entrega nuestro personaje es enviado a Roca Alta, la parte más occidental de Tamriel y tierra natal de los bretones, una raza de humanos con altísimas aptitudes para la magia. Estamos allí por orden directa del mismísimo emperador Uriel Septim VII para cumplir dos objetivos: llevar una carta a un Cuchilla (caballero de la orden del mismo nombre, encargada de la seguridad personal del Emperador de Tamriel) de la corte de la ciudad de Salto de la Daga, y liberar a un rey fantasma cuyas intenciones desconocemos en un principio. La cosa se complica cuando el Cuchilla nos «invita» a ayudarle en la búsqueda de una llave para resucitar al Numidium, un extraño autómata gigante que guarda un gran poder para el Imperio.

## Sistema de juego
El juego es el más extenso de toda la serie, tanto por la línea argumental como por el mapeado. De hecho, a fecha de mayo de 2010 es considerado como el videojuego con un mapeado más extenso. La región de Roca Alta se acerca en tamaño a Inglaterra, con 161.600 kilómetros cuadrados explorables, aunque Bethesda afirma que el área de juego real tiene el doble de superficie que el Reino Unido (que serían 487.000 kilómetros cuadrados). Era mucho más profundo que Arena, y aumentaban los toques roleros. Presentaba también escenarios en tres dimensiones muy buenos para la época.[cita requerida] El jugador disponía de miles de mazmorras y cuevas para visitar, y más de 750.000 personajes con los que interactuar, desde aldeanos hasta caballeros andantes. El juego podía ser excesivamente extenso para un jugador novato. Además, esta entrega añadía 6 finales distintos para la trama principal.

## Controversias
Daggerfall tuvo numerosos fallos en su versión inicial, hasta el punto de que teóricamente era imposible acabar la trama principal en la versión original. Se lanzaron numerosos parches para corregir esos errores y poder acabar la trama principal; sin embargo, algunos nunca se resolvieron.[cita requerida]